# Steinbruch Schollberg

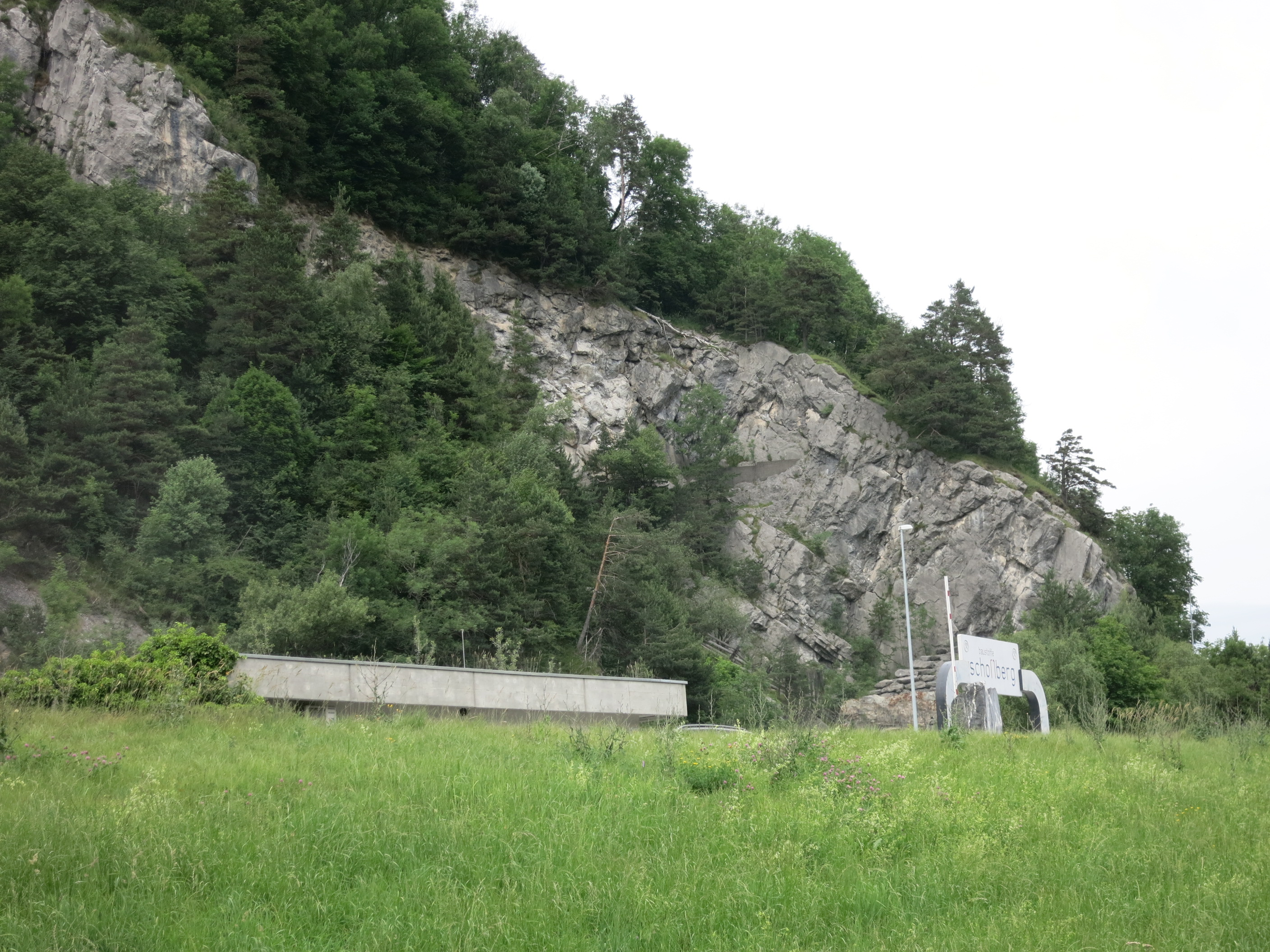
Steinbruch Schollberg

Der Steinbruch Schollberg ist ein Bergwerk in der Schweiz auf dem Gebiet des Dorfes Trübbach der politischen Gemeinde Wartau im St. Galler Rheintal. In dem Untertage-Steinbruch wird hochwertiger Kalkstein (Mikrit) abgebaut.

## Lage
Der Steinbuch liegt südlich von Trübbach an der Schweizer Autobahn A13 in Richtung Sargans unmittelbar an der Rheingrenze zum Fürstentum Liechtenstein. Er grenzt unmittelbar an die alte Schollbergstrasse, der ersten nationalen Fahrstrasse der Alten Eidgenossenschaft. In unmittelbarer Umgebung liegt die ehemalige Festung Schollberg des Festungsgebiets Sargans.

## Bergbau / Abbau
Bereits im 15. Jahrhundert wurde in einem Übertage-Steinbruch Kalkstein abgebaut. Bis 1980 wurden mehr als eine Million Kubikmeter Kalkstein über Tag abgebaut. Im Jahr 1984 entschied der Betreiber Baustoffe Schollberg AG den Abbau unter Tage zu verlegen. Dazu wurde ein rund 300 m Erschliessungsstollen erstellt und der Untertage-Abbau begann 1985. Der Abbau erfolgt nach dem Pfeilerbau- und Kammerbau-Verfahren. Bis Ende 2008 wurden rund 1 Mio. Kubikmeter Gestein gefördert. Im Jahr 2011 wurde am Stolleneingang das rund 100 m hohe Produktionsgebäude mit einem Kran fertiggestellt. Bis zum Jahr 2013 mass die unterirdische Abbaufläche rund 250'000 m² und das Stollennetz war über 18 km lang. Seit 2020 wird der Untertage-Abbau von der KIBAG Baustoffe Schollberg AG betrieben, welche seit 1934 die Abbaurechte besitzt. Der Kalkstein wird bergmännisch durch Sprengung abgebaut. Jährlich werden rund 200'000 Tonnen Kalk abgebaut und anschliessend in grossen unterirdischen Kavernen aufbereitet und verarbeitet. Die Kibag plant den Abbau zukünftig auf mehrere Etagen zu erweitern. Auf Anfrage kann der Steinbruch von Gruppen besichtigt werden.